# Red Bull RB7
La Red Bull RB7 è una vettura di Formula 1 con la quale la scuderia anglo-austriaca affronta il campionato mondiale 2011. Viene presentata il 1º febbraio 2011 presso il Circuito Ricardo Tormo di Valencia. I piloti sono gli stessi della stagione 2010, il campione del mondo uscente Sebastian Vettel e Mark Webber.

## Livrea
La livrea è quella tradizionale del team, coi colori blu e giallo, con un grande toro rosso sul cofano motore. Da quest'anno si aggiunge lo sponsor Infiniti. Negli anni a seguire occuperà parti sempre più importanti.

## Sviluppo
Principalmente si nota l'assenza della pinna rispetto alla RB6. Al momento della presentazione e dei primi test di Valencia era presente (seppur in una configurazione inedita con la punta della pinna staccata dall'ala posteriore), ma poco dopo è stata eliminata. Il muso si presenta più alto e senza gobbe. Pure le fiancate sembrano più snellite. La nuova RB adotta il Kers come la RB5 del 2009 (seppur evoluto e meno ingombrante rispetto a 2 anni prima) e il DRS (come da regolamento 2011).
La RB7 sfrutta meglio di tutti gli scarichi soffianti sul posteriore generando carico aerodinamico extra. Solo a Silverstone li sfrutterà al 10% come accordato con la FiA. In Germania si tornerà alla configurazione standard. Grazie a questi il team di Milton Kenyes e Vettel imporranno la loro egemonia.
Nel corso della stagione sono state introdotte varie ali anteriori con nuove appendici che verranno utilizzate per un po' anche sulla RB8.

## Piloti
- Sebastian Vettel - n.1
- Mark Webber - n.2
- Daniel Ricciardo - Collaudatore (gare 1-8)

## Scheda tecnica
- Lunghezza: -
- Larghezza: -
- Altezza: -
- Peso: 640 Kg (minimo regolamentare)
- Carreggiata anteriore: -
- Carreggiata posteriore: -
- Passo: -
- Telaio: monoscocca in materiale composito rinforzato con fibre di carbonio
- Trazione: posteriore
- Frizione: AP Racing
- Cambio: 7 marce e retromarcia (comando semiautomatico sequenziale a controllo idraulico)
- Differenziale: -
- Freni: Pinze, dischi e pastiglie Brembo
- Motore: Renault RS27-2011 - 18.000 RPM (massimo regolamentare)
  - Num. cilindri e disposizione: 8 a V 90°
  - Cilindrata: 2.400 cm³
  - Alesaggio: -
  - Distribuzione: -
  - Valvole: 32
  - Materiale blocco cilindri: fusione in lega di alluminio
  - Olio: Total
  - Benzina: Total
  - Peso: 95 kg (minimo regolamentare)
  - Alimentazione: -
  - Accensione: -
- Sospensioni: -
- Pneumatici: Pirelli
- Cerchi: OZ Racing 13"

## Stagione 2011

### Test
La vettura ha fatto il suo esordio il 1º febbraio presso il Circuito Ricardo Tormo di Valencia, con Sebastian Vettel alla guida. Il campione del mondo 2010 ha fatto segnare subito il miglior tempo di giornata. Il giorno seguente Vettel ha fatto segnare il secondo miglior tempo, e, per la prima volta, la vettura è stata guidata anche da Mark Webber.
La competitività della monoposto è stata confermata anche nei successivi test, svolti sul Circuito di Jerez dal 10 al 13 febbraio. Il primo giorno Webber ha fatto segnare il terzo tempo, mentre nei giorni seguenti i tempi sono stati meno significativi.
Nella terza sessione di test, svolta a Montmelò dal 18 al 21 febbraio la vettura è stata nuovamente tra le più veloci. Vettel ha fatto segnare il miglior tempo sia nella prima giornata, con oltre un secondo di margine su Fernando Alonso, che nella seconda. Solo il terzo giorno la vettura ha scontato dei problemi tecnici.
Nei test tenuti sempre a Barcellona, ma a marzo, Webber ha fatto nuovamente segnare il miglior tempo nella prima giornata, e Vettel nella seconda. Solo il terzo giorno la vettura si è fermata al terzo miglior tempo.

### Campionato
La monoposto si è dimostrata come la vera dominatrice della stagione: ha conquistato diciotto pole (di cui le prime quindici di fila) in 19 gare (nuovo record), di cui 15 con Vettel (record per un singolo pilota in una stagione) e tre con Webber, e ben dodici vittorie, undici col tedesco e una con l'australiano, e dieci giri veloci. Sono ventisette i podi (con tre doppiette primo-secondo posto), su 38 massimi disponibili, quelli conquistati.
Nelle prime 9 gare è dominio assoluto di Vettel che non lascia spazio a nessuno, ottenendo 6 vittorie in Australia,in Malesia,in Turchia,in Spagna,a Montecarlo e a Valencia,3 secondi posti e 7 pole position. Dopo 9 gare Vettel è in testa al campionato con 80 punti di vantaggio su Webber al 2º posto nella classifica piloti. Webber dopo nove gare si colloca al 2º posto in classifica, senza vincere neanche una gara ma ottenendo una pole position in Spagna e 5 podi in Canada,Valencia, Gran Bretagna,Turchia e Cina,in quest'ultimo gran premio l'australiano dopo essere stato eliminato in Q1 con il 18º tempo riesce ad arrivare addirittura sul podio, giungendo 3º. In Germania Vettel per la prima volta in stagione non riesce ad arrivare almeno 2º al traguardo giungendo 4º,giù dal podio. Proprio in Germania per la prima in stagione Webber riesce a fare meglio di Vettel in gara, giungendo 3º. Ciononostante alcuni problemi di affidabilità ci sono stati, per esempio in Gran Bretagna dove Vettel arriva a 16 secondi da Alonso per problemi tecnici al cambio gomme, dando il via libera ad Alonso che di fatto domina la gara. Anche dopo questi errori la Red Bull continua a viaggiare soprattutto con Vettel, che continua a vincere dominando le gare in Belgio, Italia e a Singapore, ottenendo sempre pole e vittoria. Nel Gran Premio successivo in Giappone a Vettel basta un 10º posto per vincere il mondiale, cosa che accadrà in gara dove Vettel giunge 3º, dopo aver ottenuto per la 12ª volta in stagione la pole position, aggiudicandosi il titolo mondiale con 4 gare d'anticipo. Nel 16° appuntamento stagionale in Corea la Red Bull, dopo aver vinto il titolo piloti una settimana prima, si aggiudica anche il titolo costruttori con 3 giornate d'anticipo grazie alla vittoria di Vettel nel week-end coreano e il 3º posto di Webber. Anche in India Vettel non si ferma, nonostante il titolo iridato già conquistato: il tedesco ottiene il Grand Chelem, ossia pole-giro veloce-vittoria e testa della gara dalla partenza fino alla fine, mentre Webber non riesce ad andare sul podio giungendo 4º. Ad Abu Dhabi Vettel dopo aver effettuato il miglior tempo in qualifica si ritira per la prima volta in stagione per una foratura al primo giro, dopo 19 risultati utili consecutivi tra vecchia e nuova stagione, mentre Webber giunge ancora 4º. In questo modo per la prima volta in stagione entrambi i piloti della Red Bull non vanno sul podio. Nell'ultima prova stagionale in Brasile la Red Bull conquista la terza doppietta stagionale ma questa volta con la vittoria di Mark Webber, che conquista la prima vittoria stagionale facendo anche il giro più veloce in gara, precedendo Vettel, che dopo aver effettuato la pole e mantenuto la testa della gara per 30 giri, lascia strada a Webber per problemi al cambio, giungendo 2º e terminando la stagione con 392 punti, facendo così il record di punti in un'intera stagione in Formula 1 da quando nel 2010 è cambiato il punteggio e realizzando anche il record di maggior margine di punti di vantaggio sul 2º classificato da quando è in vigore il nuovo punteggio del 2010 (122 punti di vantaggio su Jenson Button) mentre Webber grazie alla vittoria in Brasile riesce a sopravanzare Alonso in classifica, terminando la stagione al 3º posto con 258 punti con 135 punti di distanza da Vettel.
In classifica costruttori la Red Bull si laurea campione del mondo con ben 650 punti, record di punti ottenuti (da quando è in vigore il nuovo punteggio del 2010) da una scuderia in una stagione di Formula 1.

## Risultati F1
| Anno | Team | Motore              | Gomme | Piloti |   |   |   |   |   |   |   |   |   |   |   |   |     |   |   |   |   |     |   | Punti | Pos. |
| ---- | ---- | ------------------- | ----- | ------ | - | - | - | - | - | - | - | - | - | - | - | - | --- | - | - | - | - | --- | - | ----- | ---- |
| 2011 | RBR  | Renault RS27 2.4 V8 | P     | Vettel | 1 | 1 | 2 | 1 | 1 | 1 | 2 | 1 | 2 | 4 | 2 | 1 | 1   | 1 | 3 | 1 | 1 | Rit | 2 | 650   | 1º   |
| 2011 | RBR  | Renault RS27 2.4 V8 | P     | Webber | 5 | 4 | 3 | 2 | 4 | 4 | 3 | 3 | 3 | 3 | 5 | 2 | Rit | 3 | 4 | 3 | 4 | 4   | 1 | 650   | 1º   |

| Legenda | 1º posto     | 2º posto | 3º posto    | A punti         | Senza punti/Non class.  | Grassetto – Pole position Corsivo – Giro più veloce |
| Legenda | Squalificato | Ritirato | Non partito | Non qualificato | Solo prove/Terzo pilota | Grassetto – Pole position Corsivo – Giro più veloce |